# 국제여성박물관협회

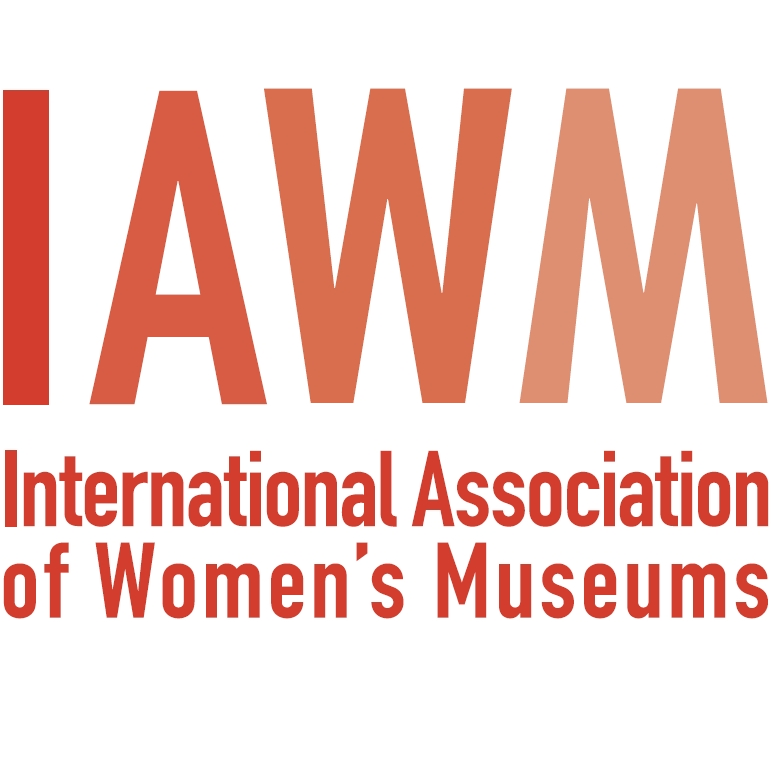
국제여성박물관협회

국제여성박물관협회는 독일 본 Bonn (Germany)에 창립사무소를 두고, 이탈리아 메라노Merano (Italy)에 행정사무소를 둔 조직이다. 2008년 메라노에서 여성박물관네트워크가 만들어졌고, 2012년 호주 앨리스 스프링스 Alice Springs (Australia)에서 협회가 형성되었다. 협회의 목적은 여성박물관을 전세계적으로 연결하고 여성박물관의 이익을 옹호하는 데 있다.
국제여성박물관협회는 다른 대륙 출신의 6명의 집행위원이 이끈다. 회장은 현재 노르웨이의 모나 홀름이며, 네트워크의 코디네이터는 이탈리아의 오스트리드 쉔베거이다.

## 목표
국제여성박물관협회의 목표는 젠더 시각에서 문화, 예술, 교육, 훈련을 증진하는 것이다. 아울러 협회는 여성박물관 간의 교류, 네트워킹, 상호 지원 및 글로벌 협력을 촉진하기를 원한다. 협회의 또 다른 목표는 연구, 프로젝트 개발, 전시, 새로운 이니셔티브, 공동체 활동, 세미나 및 회의를 수행하는 것이다. 국제여성박물관협회는 또한 여성박물관의 수용을 증진하고 강화하며, 글로벌 협력과 상호지원을 촉진하며, 박물관 계(界)에서 국제적 인정을 얻고자 노력하고 있다. 여성 및 젠더 박물관의 회원은 전세계적이며, 여성의 권리와 젠더민주적 사회를 옹호한다. 협회는 네트워크의 연결점이자, 여성박물관들과 이니셔티브그룹을 매개하는 중심적인 접촉창구로서 활동한다. 협회는 세계의 여성박물관들과 이니셔티브그룹을 모니터링한다.

## 국제여성박물관협회의 활동
- 모니터링
  - 협회는 세계 여성박물관들의 데이터베이스를 제공한다.
  - 협회는 여성박물관들의 활동과 전시를 홍보하고 보급한다.
- 네트워킹
  - 협회는 정기적으로 국제회의를 조직한다.
  - 협력을 위해 다른 네트워크에 접근한다.
- 협력
  - 협회는 협력을 위해 그리고 EU-project She Culture와 같은 공동 프로젝트를 위해 여성박물관들을 함께 모은다.
  - 협회는 다른 여성 및 젠더 박물관들과 교류와 협력을 증진한다.

## 여성박물관의 역사
오늘날 모든 대륙에 여성박물관들이 존재한다. 여성박물관은 대부분 서로 독립적으로 탄생했다. 미국과 유럽의 여성박물관은 제2차 페미니즘의 물결(second-wave feminism) 시기에 그 기원이 있으며, 역사를 젠더사(gender history)로서 새롭게 이해한다. 그와 마찬가지로 다른 대륙들의 여성박물관들도 근대 페미니즘에 뿌리를 두고 있다. 여성박물관들은 관심을 가진 대중들에게 여성사, 문화 또는 예술에 대한 통찰력을 제공하고자 한다.
여성박물관들은 여성의 교육, 세력화, 그리고 자존감에 중요하다. 여성박물관들은 인식훈련, 독립적인 행동의 가능성, 차별을 극복하는 수단을 제공한다.

## 국제여성박물관협회의 역사
협회 IAWM 등장에서 여성들의 네트워크의 박물관에 설립 되었으며, 메라노, 이탈리아 2008년에 있다. 의 여성 박물관에서 메라노 과 세네갈 조직의 첫 번째 의회는 25 여성 박물관에서 다섯 개 대륙에 가입한 회의이다. 이란 노벨 평화상 수상자(2003) 자 Ebadi에 초청되었의 역할을 수행의 대모 대회 이후,그녀가 되었의 대모 네트워크이다. 그녀는 말했다,"여자들을 쓰는 사람들이 세계의 역사! 거기에 여성 박물관에서 세계의 모든 국가요!" 이 인용되었의 모토는 네트워크이다.
이윽고, 국제여성박물관협회는 2012년 호주의 앨리스 스프링스(Alice Springs)에서 개최된 제 4차국제여성박물관대회에서 창립되었다.
그 이후 4년마다 세계대회를 개최하며, 필요한 경우 중간에 대륙별회의가 개최된다.

## 여성박물관네트워크와 국제여성박물관협회의 회의들
- 2008년 6월, 이탈리아 메라노에서 제1차 국제여성박물관대회 개최
- 2009년 7월, 독일 본에서 제2차국제여성박물관대회 개최
- 2010년 5월, 아르헨티나 부에노스아이레스에서 제3차국제여성박물관대회 개최
- 2011년 10월, 독일 베를린에서 제1차유럽대회 개최
- 2012년 5월, 호주 앨리스 스프링스에서 제4차국제여성박물관대회 개최
- 2013년 10월, 독일 베를린에서 제2차유럽대회 개최
- 2014년 11월, 독일 본에서 제3차유럽대회 개최
- 2016년 11월, 멕시코의 멕시코시티에서 제5차국제여성박물관대회 개최

향후 계획:
- 2018년 터키 이스탄불에서 제4차유럽대회 및 제1차유럽-아시아대회 개최
- 2020년 오스트리아 히티사우에서 제6차국제여성박물관대회 개최

## 같이 보기
- 국립 여성 예술가 미술관
- 베트남 여성 박물관